# Karel Raška (pedagog)
Karel Raška (26. srpna 1904 Kopřivnice – 8. ledna 1943 Breslau) byl český pedagog a odbojář popravený nacisty.

## Život
Karel Raška se narodil 26. srpna 1904 v Kopřivnici. Vystudoval reálné gymnázium v Příboře, kde v roce 1924 odmaturoval, následně vystudoval dvouletý učitelský ústav rovněž v Příboře. Od roku 1932 působil jako učitel v Trojanovicích, kde založil i hasičský sbor, poté jako odborný učitel na dívčí měšťanské škole ve Frenštátě pod Radhoštěm. Po německé okupaci v březnu 1939 vstoupil do protinacistického odboje. V rámci organizace Obrana národa byl ustanoven velitelem města Frenštát pod Radhoštěm a členem okresního vedení tamtéž. Spolupracoval i s odbojem komunistickým. Za svou činnost byl v roce 1941 zatčen gestapem, společně s dalšími 24. září 1942 v Breslau odsouzen k trestu smrti a 8. ledna 1943 tamtéž popraven.